# Élections législatives néo-zélandaises de 2026
Des élections législatives doivent se tenir en Nouvelle-Zélande au plus tard le 19 décembre 2026. Il s'agira d'élire les cent-vingt membres (au minimum) de la Chambre des représentants. Deviendra ensuite Premier ministre la personne qui aura la confiance de la Chambre.

## Contexte
Les précédentes élections en 2023 ont conduit à une alternance, les travaillistes perdant le pouvoir au profit d'une coalition de trois partis de droite : le Parti national de Chris Luxon, qui devient Premier ministre ; le parti ACT de David Seymour ; et le parti Nouvelle-Zélande d'abord, de Winston Peters.

## Système politique et électoral

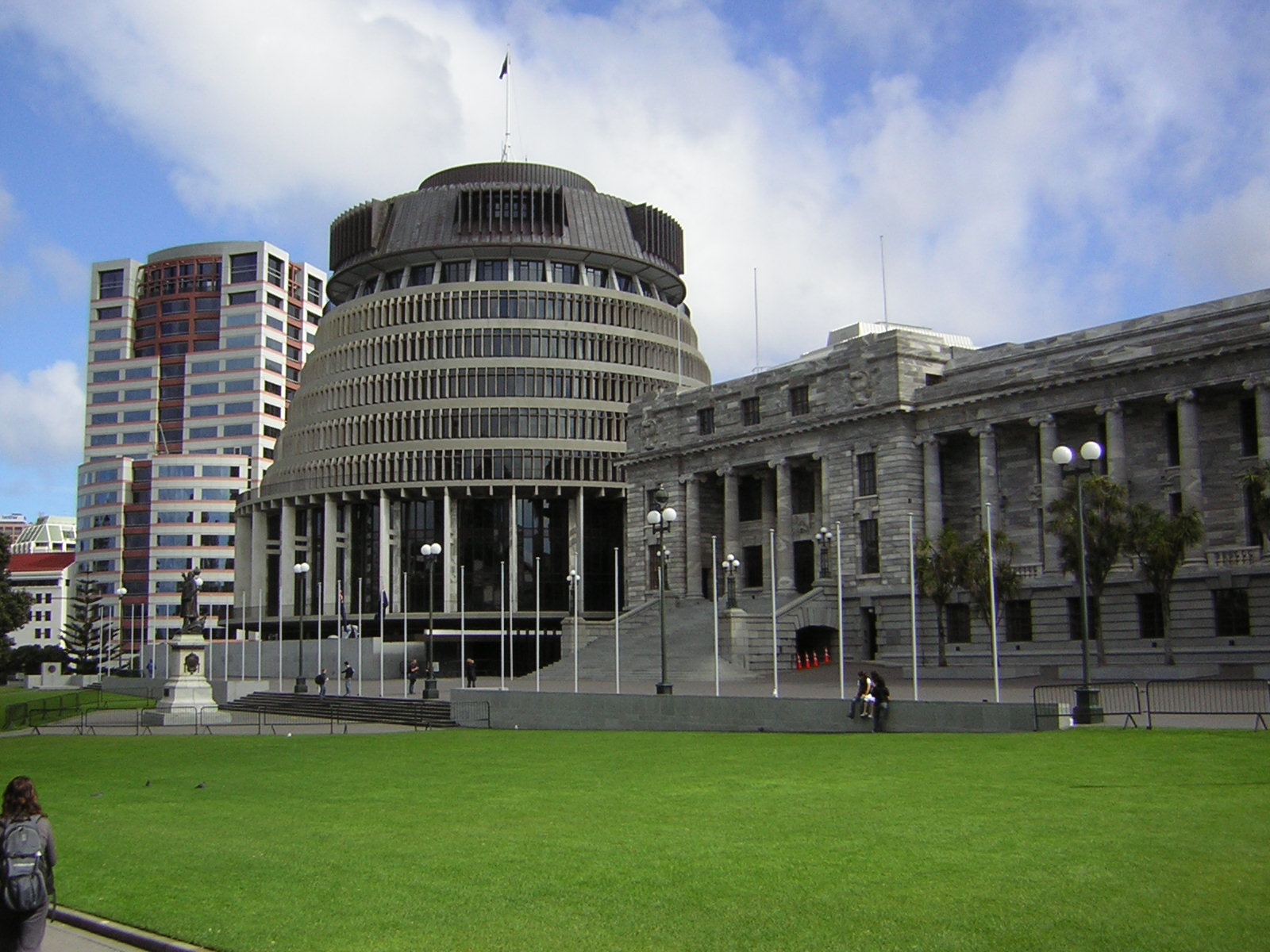
Bâtiment de la chambre à Wellington.

### Généralités
La Nouvelle-Zélande est une démocratie multipartite et une monarchie parlementaire. C'est un royaume du Commonwealth : un État indépendant reconnaissant symboliquement le roi Charles III comme chef de l'État. Le Parlement est élu au suffrage universel. À la suite des élections, les nouveaux députés renouvellent leur confiance dans le Premier ministre sortant, ou bien choisissent un nouveau Premier ministre, en application du système de Westminster.
La Nouvelle-Zélande est dotée d'un parlement unicaméral, la Chambre des représentants, composé d'un minimum de 120 sièges pourvus pour trois ans selon un mode de scrutin mixte à finalité proportionnelle. Soixante-et-onze députés sont ainsi élus au scrutin uninominal majoritaire à un tour dans autant de circonscriptions électorales tandis que les quarante-neuf restants sont élus au scrutin proportionnel plurinominal dans une unique circonscription nationale avec listes bloquées. Les sièges sont répartis de manière compensatoire selon la méthode de Sainte-Laguë entre tous les partis ayant franchi le seuil électoral de 5 % ou obtenu au moins un siège au scrutin majoritaire.
Chaque électeur dispose ainsi de deux voix : une pour élire un député dans sa circonscription, et une pour une liste de candidats soumise par un parti politique au niveau national. Les sièges attribués via ces deuxièmes voix ont pour but de rééquilibrer les résultats des circonscriptions majoritaires de manière à rapprocher le total des sièges des résultats obtenu à la proportionnelle. Si un parti remporte un nombre de circonscriptions inférieur à la proportion de voix qu'il a obtenue au niveau national, des candidats de sa liste obtiennent des sièges jusqu'à ce que la proportion de députés de ce parti corresponde à la proportion de ses secondes voix.
En raison de ce système, il est possible qu'un parti remporte un nombre de circonscriptions supérieur à la proportion de voix qu'il devrait obtenir au scrutin de liste. Dans un tel cas, le nombre de sièges obtenus par ce parti dépasse le nombre de sièges qui lui serait normalement alloué à la proportionnelle. Ce cas de figure engendre la création de « sièges excédentaires » (overhang seats), portant le nombre de sièges au Parlement au-delà de cent-vingt. Les autres partis se voient en effet attribuer des sièges complémentaires afin qu'ils conservent un total proportionnel à leurs secondes voix. C'est pour cela que la législature 2023-2026 compte cent-vingt-trois députés, le Parti maori ayant remporté six circonscriptions avec seulement 3,1 % des voix.  
Le pays est divisé en soixante-quatre circonscriptions uninominales dites « circonscriptions générales » (general electorates), auxquelles sont superposées sept circonscriptions uninominales dites « circonscriptions maoris » (Maori electorates), pour un total de soixante-et-onze. Les sièges maoris existent depuis 1867, afin de garantir que les Maoris soient représentés au Parlement. Les citoyens maoris peuvent néanmoins choisir de s'inscrire sur les listes générales.

## Sondages

Sondages pour les élections de 2026.

## Forces en présence
Gouvernement sortant
| Parti | Parti                                      | Idéologie                                                                                 | Chef de file      | Résultats en 2023          |
| ----- | ------------------------------------------ | ----------------------------------------------------------------------------------------- | ----------------- | -------------------------- |
|       | Parti national New Zealand National Party  | Centre droit à droite Libéralisme, conservatisme, libéralisme économique                  | Christopher Luxon | 38,08 % des voix 49 sièges |
|       | ACT New Zealand                            | Droite Libéralisme classique, libertarianisme                                             | David Seymour     | 8,64 % des voix 11 sièges  |
|       | Nouvelle-Zélande d'abord New Zealand First | Centre à droite Nationalisme, protectionnisme, démocratie directe, conservatisme sociétal | Winston Peters    | 6,08 % des voix 8 siège    |

Opposition parlementaire sortante
| Parti | Parti                                          | Idéologie                                                                              | Chef de file                            | Résultats en 2023          |
| ----- | ---------------------------------------------- | -------------------------------------------------------------------------------------- | --------------------------------------- | -------------------------- |
|       | Parti travailliste New Zealand Labour Party    | Centre gauche Social-démocratie, socialisme démocratique, progressisme, troisième voie | Chris Hipkins                           | 26,92 % des voix 34 sièges |
|       | Parti vert Green Party of Aotearoa New Zealand | Gauche Écologie politique, progressisme                                                | James Shaw et Marama Davidson           | 11,61 % des voix 15 sièges |
|       | Parti maori Te Pāti Māori                      | Gauche Ethnonationalisme, souveraineté maorie, progressisme                            | Debbie Ngarewa-Packer et Rawiri Waititi | 3,08 % des voix 6 sièges   |

## Campagne
à venir

## Résultats
à venir

## Formation d'un gouvernement
à venir